# Ross McCausland
Ross McCausland (Antrim, 12 de mayo de 2003) es un futbolista británico que juega en la demarcación de delantero para el Aris de Limassol de la Primera División de Chipre.

## Selección nacional
Hizo su debut con la selección de fútbol de Irlanda del Norte el 17 de noviembre de 2023 en un partido de clasificación para la Eurocopa 2024 contra Finlandia que finalizó con un resultado de 4-0 tras los goles de Joel Pohjanpalo, Daniel Håkans, Teemu Pukki y Robin Lod.

## Clubes
| Club                      | País    | Año       | Partidos | Goles |
| ------------------------- | ------- | --------- | -------- | ----- |
| Rangers F. C.             | Escocia | 2022-2025 | 66       | 7     |
| Aris de Limassol (cedido) | Chipre  | 2025-     |          |       |

## Palmarés

### Títulos nacionales
| Título                     | Club          | País    | Año     |
| -------------------------- | ------------- | ------- | ------- |
| Copa de la Liga de Escocia | Rangers F. C. | Escocia | 2023-24 |